# Massimo Trella

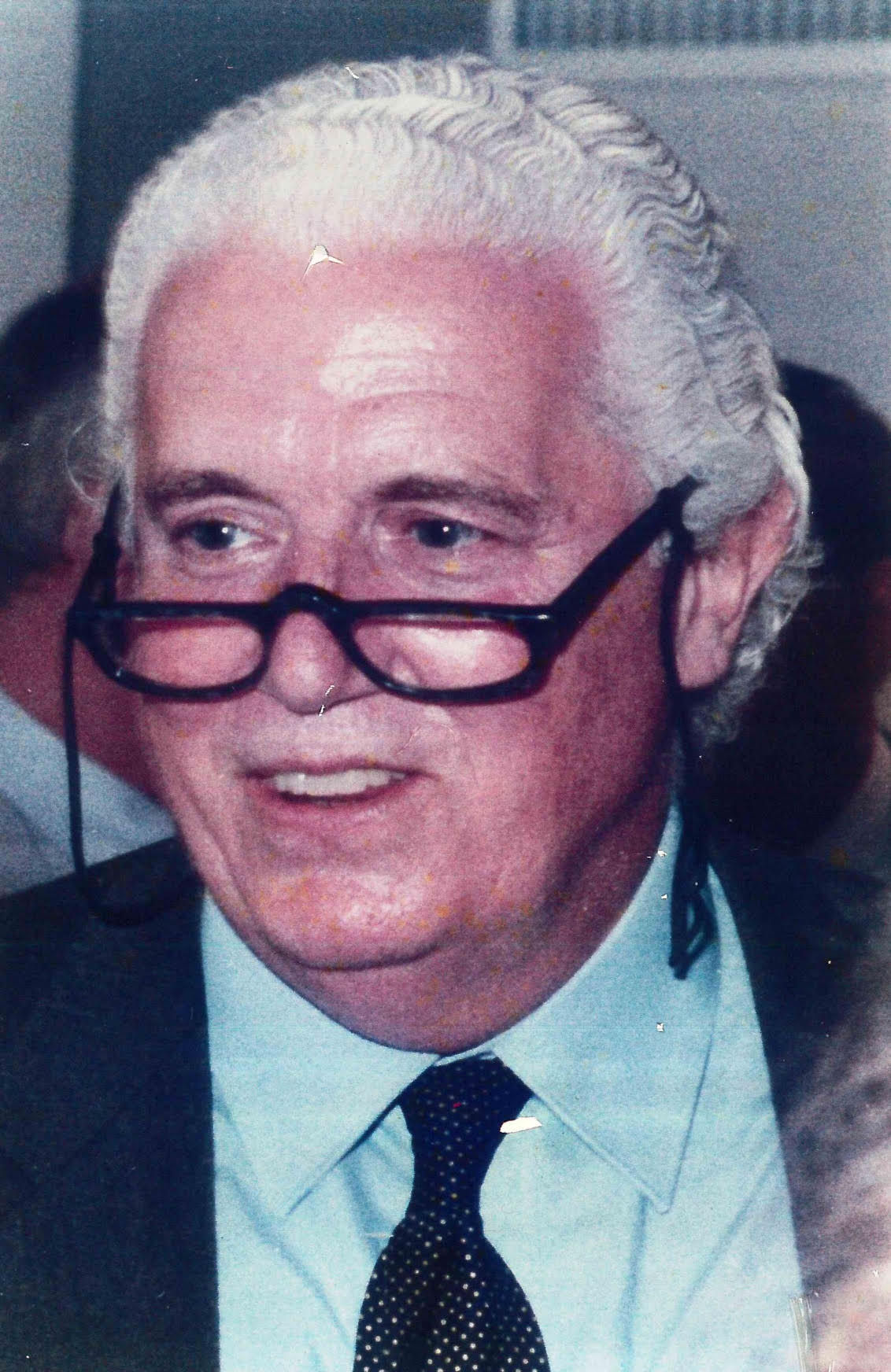
Ing. Massimo Trella (1932-2002)

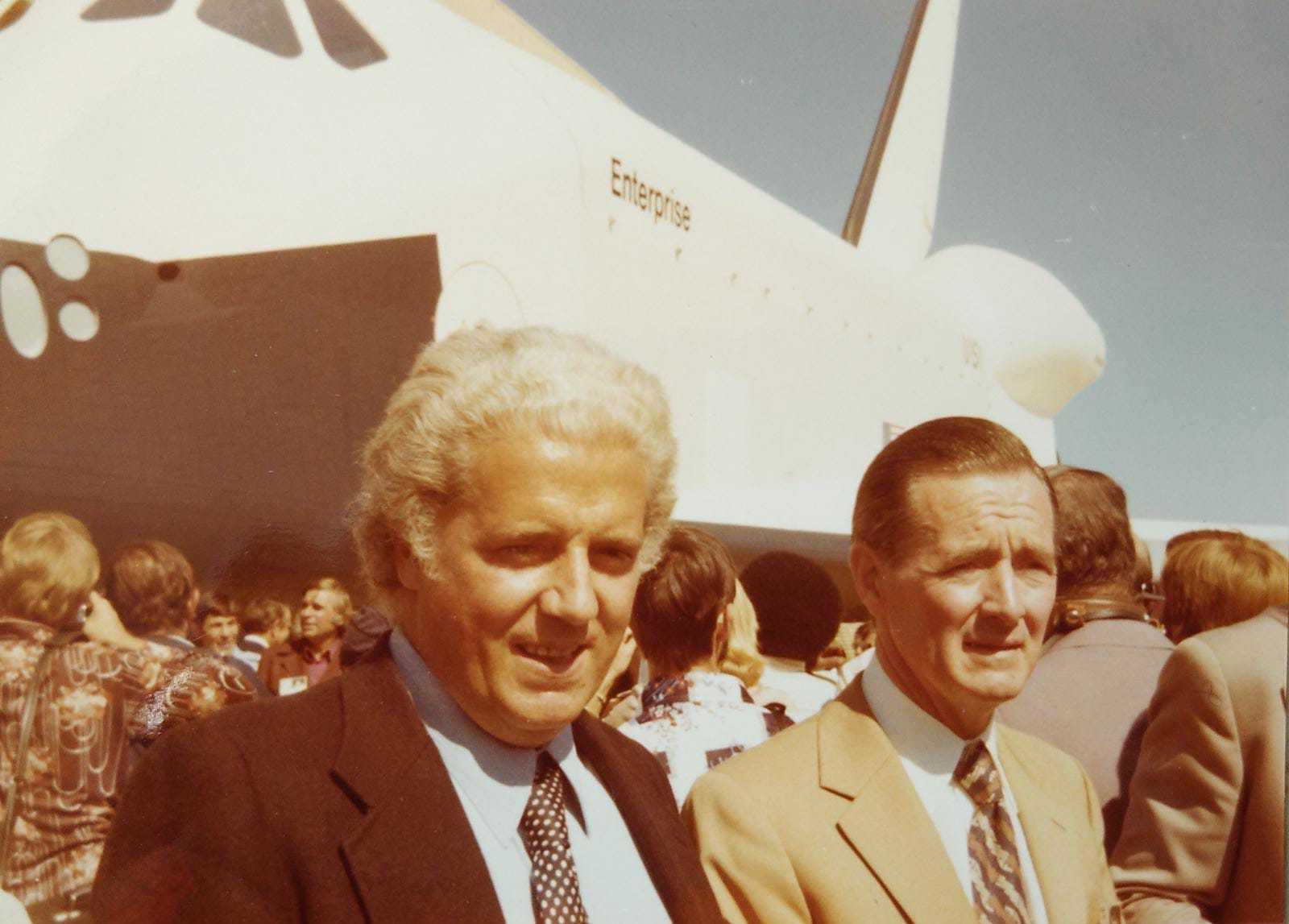
M. Trella con Roy Gibson (direttore generale ESA) a Palmdale nel 1976. Sullo sfondo l'Enterprise.

Massimo Trella (Roma, 2 aprile 1932 – Roma, 15 ottobre 2002) è stato un ingegnere italiano, dottore in Ingegneria meccanica ed aerospaziale, ha ricoperto numerosi incarichi istituzionali in Italia e all'estero. È stato membro dell'ASI, direttore dell'ESTEC ed Ispettore Generale dell'ESA..

## Biografia
Massimo Trella nasce a Roma il 2 Aprile 1932 da Serafino e Amalia De Rosa (riconosciuti nel 2011 tra i Giusti fra le Nazioni). Secondogenito dopo Giustino (1930) e prima di Chiara (1934), conduce la sua infanzia a Roma nel quartiere Coppedé. 
Si diploma presso il Liceo Classico T. Tasso nel 1950 e poi si iscrive all'Università di Roma La Sapienza, Facoltà di Ingegneria conseguendo la laurea nel 1956 prima in Meccanica (108/110) e poi nel 1958 la laurea cum Laude in Ingegneria Aeronautica presso la Scuola di Ingegneria Aerospaziale. Dopo gli studi accademici presta il servizio militare presso il Genio aeronautico (GARI) come sottotenente di complemento. 
Sposa Anna Mazzarini il 28 Novembre 1959 da cui avrà due figlie, Cristina (1960) e Susanna (1963).

## L'attività di docenza e di ricerca
M. Trella subito dopo la laurea divenne assistente presso il dipartimento di Ingegneria Meccanica ed Aeronautica. Successivamente partí per gli Stati Uniti agli inizi del 1960 su richiesta del prof. Antonio Ferri del Polytechnic Institute of Brooklyn, Freeport N.Y come Assistant Professor  e poi Associate Professor nel dipartimento Aeronautics & Applied Mechanics. L'Istituto ospitava un importante laboratorio di ricerca aerospaziale costruito con il supporto della NASA. Parallelamente alla didattica fece studi di ricerca e pubblicazioni nel campo dei flussi ipersonici di gas reali, configurazioni di rientro, sistemi di protezione termica, meccanica del volo dei satelliti artificiali.
Nel 1964 fece ritorno in Italia iniziando una collaborazione presso la Università La Sapienza di Roma ottenendo nel 1965 la libera docenza in Aerodinamica. Da questo momento diventa professore titolare per i corsi di Aerologia e Dinamica dei Gas-Rarefatti presso la Scuola di Ingegneria Aerospaziale.
Lo stesso anno 1964 viene assunto dal CNR di Roma come Ricercatore Capo, diventando direttore del Servizio Attività Spaziali (SAS) nel 1971, carica che ricoprì fino al 1973. Durante il periodo di lavoro al CNR si dedicó al progetto SIRIO, il primo satellite di comunicazione italiana, con l'obbiettivo di promuovere e coordinare la partecipazione delle imprese ed istituzioni Italiane nei relativi programmi di cooperazione. Parallelamente alla attività di ricerca e di docenza, Trella è consulente nel campo aerospaziale per il Ministro della Ricerca Scientifica Camillo Ripamonti.

## Carriera presso gli enti spaziali
Nel 1965 Trella iniziò la sua attività come membro tecnico della delegazione italiana in vari programmi internazionali. Fu nominato Vice Presidente del Technical Planning Staff (TPS) presso il CETS (European Conference of Satellite Communication) di Londra, e in seguito Delegato Italiano presso i consigli delle Società Spaziali ELDO (European Launcher Development Organisation), ESRO (European Space Research Organisation) e CSE (European Space Conference) e da quest'ultima gli li fu affidata la prima indagine esplorativa per una cooperazione Stati Uniti -Europa dopo il programma Apollo.

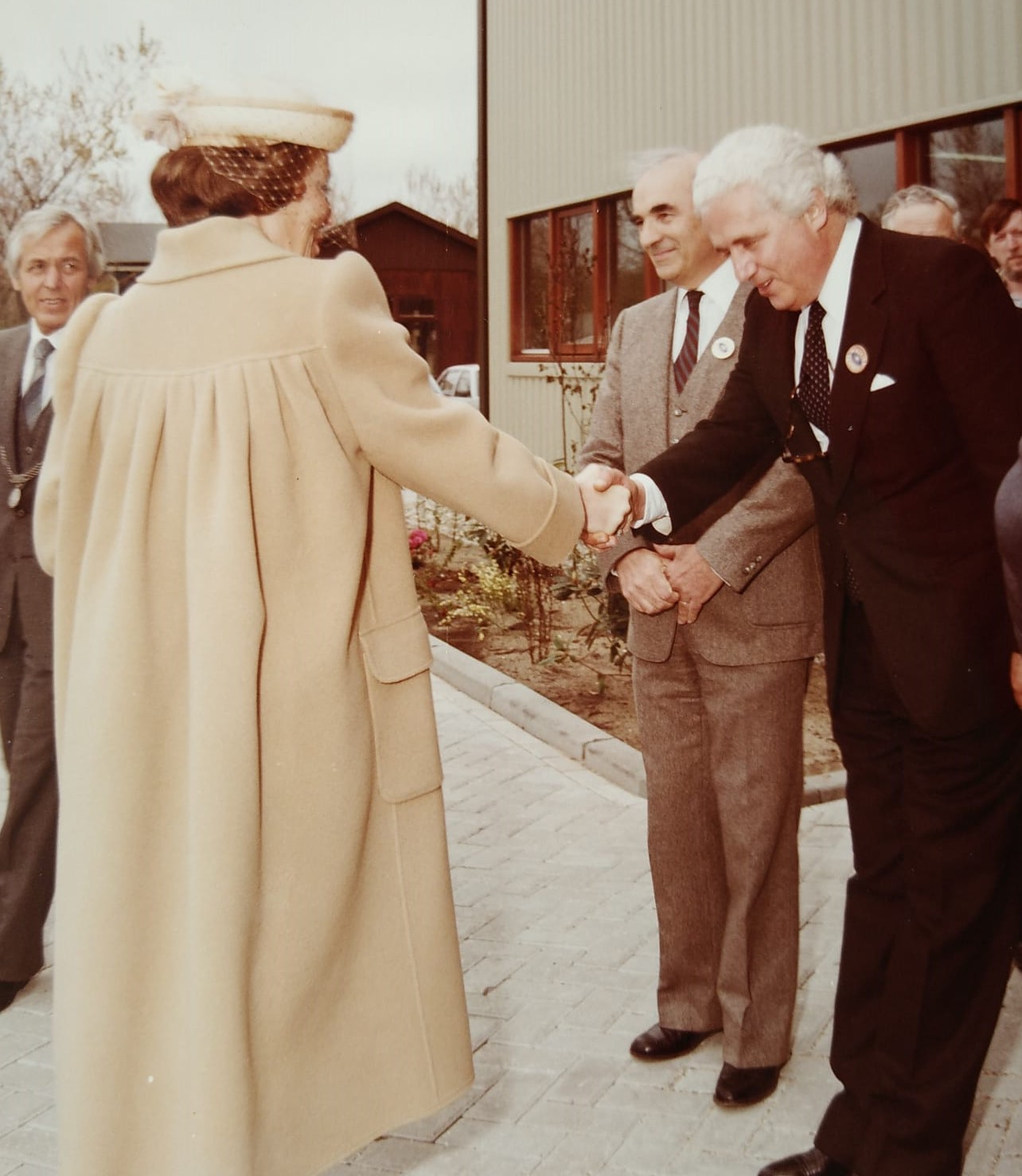
Visita della Regina Beatrice di Olanda presso ESTEC, 1984

Dal 1969 fu nominato consulente per il ministro della Ricerca Scientifica Italiana e segretario della CIAs (Comitato Interministeriale per le Attività Spaziali) ed entró nel comitato di studi sull'industria Aeronautica presso il Ministero dell'Economia per la definizione del piano governativo degli investimenti economici.
Nel 1973 fu eletto Vice Presidente dell'ESRO e Presidente del Comitato per il Programma Spacelab.
Nel gennaio 1975 viene nominato Ispettore Tecnico della neo costituita Agenzia Spaziale Europea (ESA) con sede a Parigi e nel luglio 1978 direttore tecnico di ESTEC a Noordwijk (Paesi Bassi). Ricoprirà questo ruolo fino al 1998 per assumere l'incarico di Ispettore Generale dell'ESA presso la sede centrale dell'Organizzazione, a Parigi.
Lasciata l'ESA per raggiunti limiti di età nell'anno 2000, fa ritorno in Italia e sarà consulente dell'ASI (Agenzia Spaziale Italiana) fino al 2002.